# Macrolinus andamanensis
Macrolinus andamanensis es una especie de coleóptero de la familia Passalidae.

## Distribución geográfica
Habita en Andaman (India).